# شلل كلومبكه
شَلَلُ كلومبكه (بالإنجليزية: Klumpke paralysis)‏ هو شللٌ عصبي يحدث في الجُزء السُفلي من الضَفيرة العَضُدية وخاصة في الجذر العصبي رَقم (C8,T1)، ويُعرف هذا الشَلل أيضاً باسم اليَد المِخلبية الكامِلة.

## العلامات والأعراض
تتضمن الأعراض تشوهًا راحيًا في اليد يسمى اليد المخلبية، وشللاً في عضلات اليد الراحية، وخدرًا في القطاعات الجلدية للأعصاب C8/T1. يمكن أن تؤدي إصابة العصب T1 إلى حدوث متلازمة هورنر، المترافقة بالإطراق (تدلي الجفن) وتقبض الحدقة. ويتطور ضعف في القدرة على استخدام بعض عضلات الصدر أو الذراع أو انعدامها بالكامل. يمكن مقارنة هذا النوع من الشلل بشلل إيرب ودوشن الذي يحدث عند إصابة الأعصاب C5 وC6.

## الأسباب
يؤثر شلل كلومبكة على عضلات الساعد واليد، نتيجةً لأذية في الضفيرة العضدية تصيب العصبينC8 وT1 قبل اجتماعهما معًا لتشكيل الجذع السفلي للضفيرة العضدية أو بعده. يصيب الشلل العضلات الراحية بشكل أساسي (خصوصًا العضلات بين المشطية والبرزة الراحية وإلية راحة اليد) وعاطفات المعصم والأصابع (خصوصًا العضلة المثنية الزندية للرسغ والنصف الزندي من العضلة المثنية العميقة للأصابع). تشكل اليد المخلبية التظاهر السريري الكلاسيكي لشلل كلومبكه، إذ يكون الساعد في وضعية الاستلقاء والرسغ في وضعية البسط والأصابع في وضعية العطف. إذا ترافقت الحالة بمتلازمة هورنر، يحدث تقبض حدقي في العين المصابة.
يمكن أن تنتج الإصابة عن صعوبات توليدية. تحدث الآلية السببية الأشيع خلال التوليد المهبلي الراض. ويكون الخطر أعلى حين تكون الأم صغيرة الحجم والوليد زائد الوزن. تأتي خطورة إصابة الجزء السفلي من الضفيرة العضدية من سحب الذراع في وضعية التبعيد، مثلما يحدث عند شد الوليد من قناة الولادة من يده الممدودة فوق رأسه أو عندما يمسك شخص بغصن شجرة عند السقوط. يجب تمييز إصابات الصفيرة العضدية السفلية عن الإصابات العلوية التي تنتج أيضًا عن الأذيات التوليدية ولكنها تعطي مظهرًا سريريًا مختلفًا يعرف باسم شلل إيرب. الأذيات الأخرى كتلك الناتجة عن حوادث الدراجات النارية والتي تؤدي إلى إصابات شوكية مشابهة في الأعصاب C8-T1، تسبب أيضًا أعراض شلل كلومبكه.

## التشخيص
تساعد اختبارات تخطيط كهربائية العضل وسرعة التوصيل العصبي على تشخيص موقع الآفة وشدتها. وفي غير ذلك، يوضع التشخيص سريرًا بعد إجراء فحص عصبي شامل.[بحاجة لمصدر]

## العلاج
تتفاوت قابلية العلاج تبعًا لشدة الأذية الأولية. يُستخدم العلاج الفيزيائي لزيادة قوة العضلات وتحسين الوظيفة العضلية. يمكن استخدام العلاجات الكهربائية مثل التحفيز العصبي الكهربائي.[بحاجة لمصدر]
تَستخدم المعالجة الوظيفية تمارين وآليات تأقلم تُمكّن المريض من أداء النشاطات اليومية. تهدف المعالجة إلى تحسين الإحساس باللمس، والحس العميق، ومدى الحركات.[بحاجة لمصدر]
تشمل المعالجة الحادة للأذية تثبيت الطرف أو تجبيره ضمن وضعية معينة.[بحاجة لمصدر]

## الوبائيات
يدرج مكتب الأمراض النادرة في معاهد الصحة الوطنية شلل كلومبكه في قائمته. يعني هذا أن شلل كلومبكه أو أحد أنواعه يصيب أقل من 200,000 شخص في الولايات المتحدة.[بحاجة لمصدر]